# Akhethétep (prêtre d'Horus)
Pour les articles homonymes, voir Akhethétep.
Akhethétep est un ancien fonctionnaire égyptien de l'Ancien Empire, datant peut-être de la fin de la Ve ou du début de la VIe dynastie. Il est principalement connu par son mastaba qui a été trouvé à Saqqarah. De nombreuses pièces décorées ont été apportées au Louvre.
Le mastaba d'Akhethétep porte de nombreuses inscriptions religieuses, notamment celles de « Prêtre d'Heka », de « Prêtre de Khnoum » et de « Prêtre d'Horus ». Il est également l'« ami unique » et le « Chef des deux trônes ».
À partir des inscriptions de sa tombe, il est également possible de reconstituer sa famille. Sa femme est inconnue, mais il avait au moins trois fils : Seânkhouptah (I), Rekhouef (I) et Akhethétep (II).
Son fils Rekhouef (I) est connu par son propre mastaba, non loin de celui de son père. Rekhouef (I) a un fils, qui s'appelle Akhethétep (III), qui est également connu par son propre mastaba. Akhethétep (III) a deux fils : Rekhouef (II) et Pehernéfer, tous deux également connus par leurs propres mastabas.